# Simulium karasuae
Simulium karasuae är en tvåvingeart som beskrevs av Panchenko 1998. Simulium karasuae ingår i släktet Simulium och familjen knott.
Artens utbredningsområde är Ukraina. Inga underarter finns listade i Catalogue of Life.